# セルプホフ
座標: 北緯54度55分 東経37度26分 / 北緯54.917度 東経37.433度

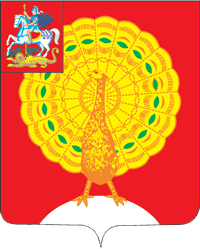
セルプホフの紋章

セルプホフ（ロシア語: Се́рпухов, Serpukhov）は、ロシア連邦のモスクワ州南部にある古都。人口は13万3793人（2021年） 。モスクワから南へ100km弱の距離にあり、モスクワ-トゥーラ-オリョール-クルスク-ベルゴロドを経てウクライナ国境に向かいシンフェロポリに至る高速道路M2、およびモスクワ-トゥーラ間の鉄道が通る。大河オカ川にナーラ川が合流する地点に位置する。

## 歴史

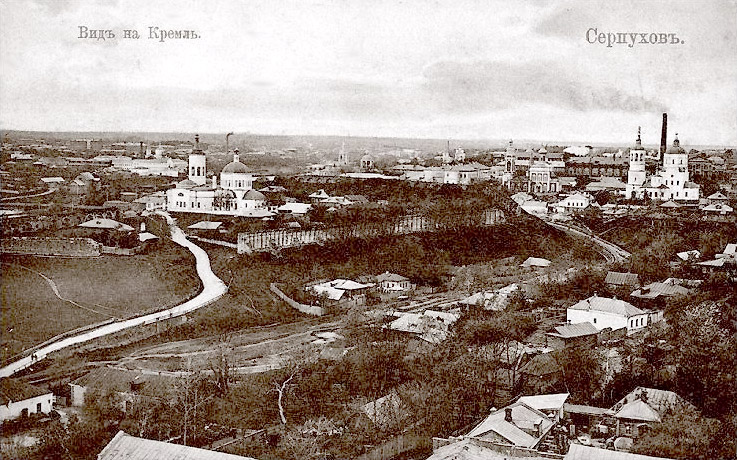
セルプホフのクレムリ（1910年代）

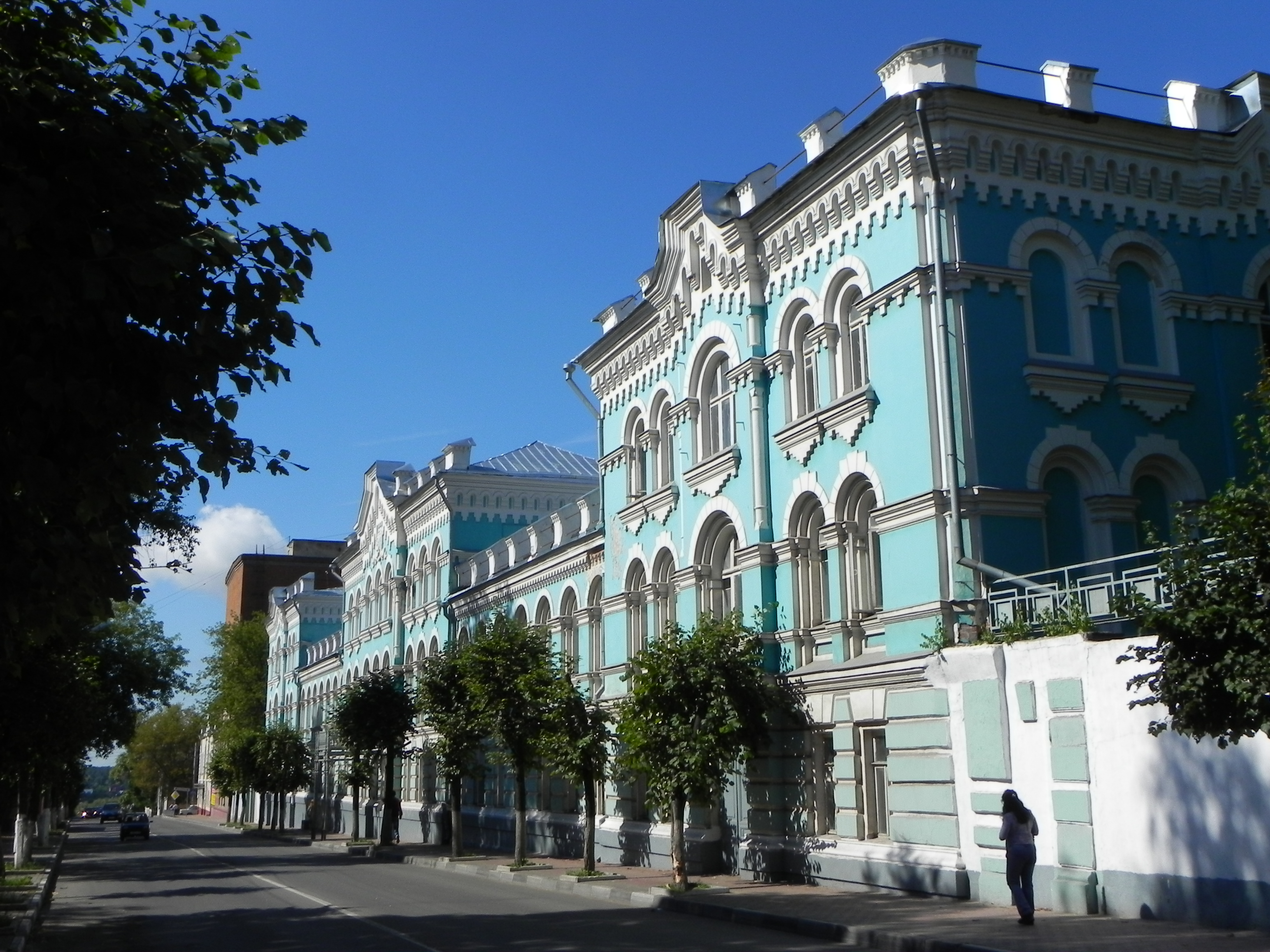
セルプホフの市議会（ドゥーマ）の建物

セルプホフの町は1339年、モスクワへの南からの侵入を防ぐ目的で建設された。その2年後、セルプホフは、後のモスクワ大公ドミトリイ・ドンスコイのいとこで親しい仲間でもあったウラジーミル（セルプホフのウラジーミル）の分領地となり、強力なセルプホフ公国へと発展した。この分領は1456年に最後の公がリトアニアへ亡命するまで続いた。
セルプホフは、モスクワ大公国のイヴァン3世がアフマド・ハンへの臣従と貢納を拒否して撃退したウグラ河畔の対峙の際に、モスクワ軍の強力な基地となった。しかしセルプホフは、バトゥ家断絶後にジョチ・ウルスのハンとなったトクタミシュ、クリミア半島を中心に栄えたクリミア・ハン国、その他南方のステップ地帯から襲ってくる軍勢により何度も落とされている。攻城戦に耐えるために木造のクレムリ（城塞）を石造へと強化する必要が生じ、1556年に石と煉瓦のクレムリが完成した。このクレムリは、モスクワ南方に設けられた逆茂木線（Great Abatis Border）と呼ばれる要塞線の一部をなしていた。
モスクワ・ツァーリ国の国境が南へ拡大すると、セルプホフは軍事的な重要性を失った代わりに商業および宗教の中心地へと発展した。19世紀には繊維工業も発達している。ソビエト連邦時代にも工業の集積が進み、自動車メーカーのSeAZ（セルプホフ自動車工場）の本拠地となったほか、家具工場や衣服工場や製紙工場も栄えた。SeAZでは1980年代以来、小型車のVAZ-1111（「オカ」）を生産している。

## 観光

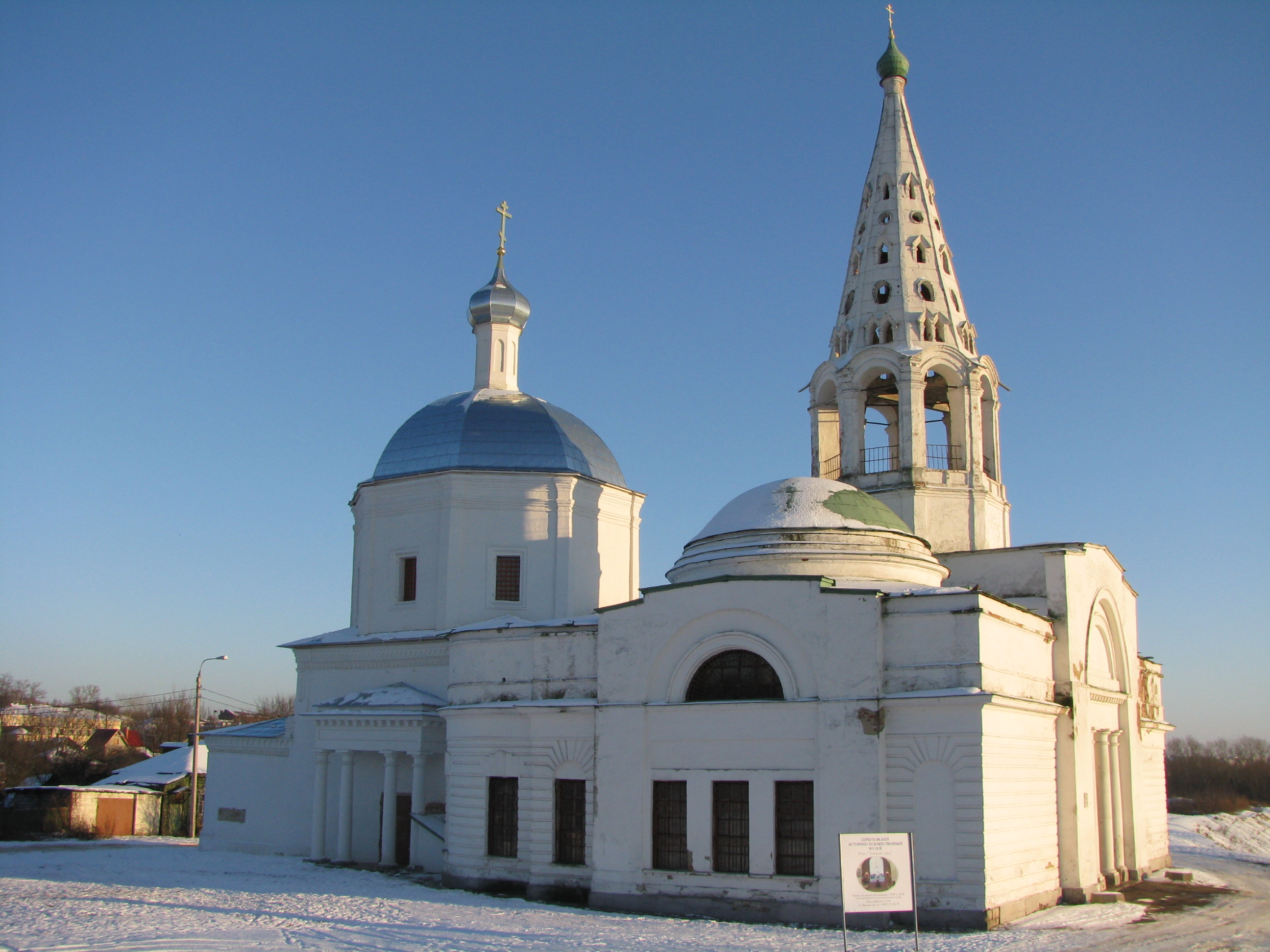
セルプホフのクレムリにある至聖三者聖堂

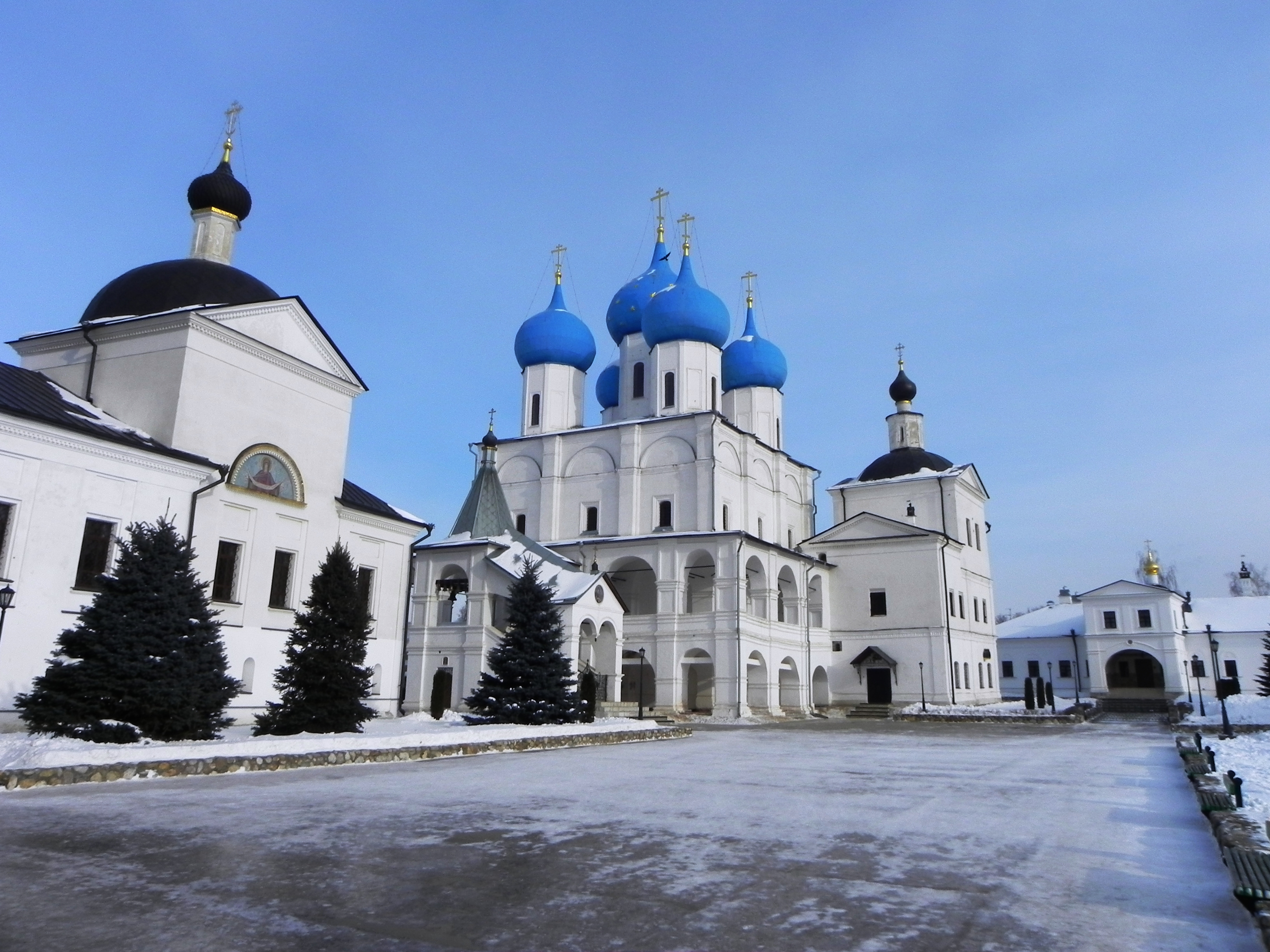
ヴィソツキー修道院

セルプホフのクレムリ（クレムリン、城塞）は周囲を川に囲まれた天然の要害に建てられている。クレムリは険しい丘の上に建ち、その下では小さな川であるセルペイカ川がナーラ川に合流している。このクレムリは19世紀、セルプホフの町が拡大した時期に、住民が家の建材用に石灰岩でできた石材を運び出し損壊した。今日、付近に立つ民家の大部分の基礎は、クレムリの石材から造られている。現在、クレムリ内部には1696年にモスクワ・バロック様式で建てられた至聖三者聖堂がある。
ヴィソツキー修道院は16世紀後半に創建された。周囲を壁で囲まれた堅固な建築群はナーラ川左岸の高い丘の上にあり、近くにはオカ川合流点もある。生神女マリヤと聖杯の描かれたイコン（Неупиваемая чаша）が有名だったがオリジナルは1920年代に失われ、現在は模写が置かれ、多くの巡礼が訪れる。近くにはヴラディチニ修道院があり、ヴィソツキー修道院に匹敵する規模と格式を誇る。ボリス・ゴドゥノフの時代に建てられた聖堂などが残っている。
街から12km離れたオカ川左岸には、プリオクスコ＝テラスニイ自然生態系保護区（Приокско-Террасный государственный природный биосферный заповедник）が広がり、豊富な植物相や野生動物があるほか、野生へ戻すためのヨーロッパバイソンの飼育場もある。

## 出身者
- ヴィクトル・グリシン - ソ連の政治家
- スタニスワフ・レシニェフスキ - ポーランドの論理学者
- ワレンチン・ムラトフ - ソ連の体操競技選手

## 姉妹都市
- フォルッサ（フィンランド）
- イヴァーノ＝フランキーウシク（ウクライナ）
- スウツク（ベラルーシ）
- 湛江（中華人民共和国）
- Ceadîr-Lunga (モルドヴァ)
- リンダウ（ドイツ）
- ボビニー（フランス）
- リッチモンド（アメリカ合衆国）
- ヴラツァ（ブルガリア）
- チェシュメ（トルコ）